# Fiordo di Ukkusissat
Il fiordo di Ukkusissat (danese Ukkusissat Fjord) è un fiordo della Groenlandia di 65 km, nel comune di Avannaata.